# Frédéric Brillant
Frédéric Brillant (Sedán, Francia, 26 de junio de 1985) es un exfutbolista francés que jugaba de defensor.

## Clubes
ref.
| Club                | País           | Año       |
| ------------------- | -------------- | --------- |
| C. S. Sedan "II"    | Francia        | 2005      |
| RE Bertrix          | Bélgica        | 2005-2011 |
| K. V. Oostende      | Bélgica        | 2011-2012 |
| Beerschot A. C.     | Bélgica        | 2012-2013 |
| K. V. Oostende      | Bélgica        | 2013-2016 |
| New York City F. C. | Estados Unidos | 2016-2017 |
| D. C. United        | Estados Unidos | 2018-2021 |